# S.A.M.I. Architekci
S.A.M.I. Architekci – polska pracownia architektoniczna powołana w 1999 r.
Biuro założone zostało przez Annę Albiniak, Martę Busłowicz, Seweryna Grobelnego, Mariusza Korytkowskiego i Mariusza Lewandowskiego. W 2006 r. w spółce wspólnikami pozostali Anna Albiniak i Mariusz Lewandowski, będący jednocześnie generalnym projektantem i prezesem zarządu.

## Wybrane realizacje
- kaplica uniwersytecka przy ul. Balaton na warszawskich Bielanach (2004)[2][3]
- Centrum Jasna w Warszawie (2005)[4][5]
- gmach Naczelnego Sądu Administracyjnego przy ul. Boduena 3/5 w Warszawie (2008)[6]
- Cynamonowy Dom w Warszawie (2013)[7]
- biurowiec EQlibrium w Warszawie (2017)[8]

## Nagrody i wyróżnienia
- nagroda dla wyróżniającej się młodej pracowni architektonicznej w konkursie „Życie w Architekturze” (2006)[9]
- Platynowe Wiertło w kategorii „Budownictwo Mieszkaniowe” w XII edycji konkursu za projekt dwóch budynków mieszkalnych wielorodzinnych przy ul. Zaściankowej w Warszawie[10]
- wyróżnienie w konkursie o Nagrodę Roku SARP (2008) za siedzibę Naczelnego Sądu Administracyjnego w Warszawie[11]
- Srebrne Wiertło w kategorii „Budownictwo Mieszkaniowe” w XVI edycji konkursu o Platynowe Wiertło za budynek przy ul. Dereniowej 2 w Warszawie[12]